# Gaetano Moroni
Gaetano Moroni (Roma, 17 de octubre de 1802-Roma, 3 de noviembre de 1883) fue un dignatario pontificio y escritor eclesiástico italiano.
Tras acabar sus primeros estudios en los Hermanos de las Escuelas Cristianas de Roma, se colocó como aprendiz de barbero-cirujano, por cuyo empleo frecuentó el convento de San Gregorio de la Orden de la Camáldula, donde sus dotes llamaron la atención de varios padres, entre ellos el abad Mauro Cappellari, quien tras su ascenso a cardenal y posteriormente a papa lo llevó consigo como ayudante de cámara y secretario.  A la muerte de este, sirvió también como secretario de Pío IX.
Su obra principal, redactada prácticamente en solitario, fue el Dizionario di erudizione storico-ecclesiastica, una colección de 103 volúmenes, más otros 6 de índices, que comprende desde artículos de biografías de eclesiásticos hasta materias de organización de la corte pontificia y de la iglesia.